# Борроуош
Бо́рроуош (англ. Borrowash) — поселення в районі Еруош графства Дербішир, Англія. Розташоване безпосередньо на схід від межі міста Дербі. Відповідна цивільна парафія називається Окбрук і Борроуош.

## Історія
Борроуош протягом більшої частини своєї історії був другим селом у парафії Окбрук і розташований на східній околиці міста Дербі. Наприкінці 1800-х років воно почало рости, і зараз воно є більшим із двох сіл. Канал Дербі прибув до Борроуоша в 1796 році, але він поступово занепав після впровадження залізниці в середині дев'ятнадцятого століття, і до 1960-х років він був покинутий. Пасажирське залізничне сполучення припинилося в 1966 році, а залізнична станція Борроуош була знесена в 1994 році.